# Сансеверино, Ферранте
Ферранте Сансеверино (Ferrante Sanseverino; 18 января 1507, Неаполь — 1568, Авиньон) — четвертый и последний князь Салерно (1508—1557), 3-й герцог де Вильяэрмоса (1513—1557), гранд Испании.

## Биография
Единственный сын Роберто II Сансеверино (1485—1508), 3-го принца Салерно (1499—1508), и Марианы де Арагон-и-Сотомайор (1485—1513), дочери Альфонсо де Арагон-и-Эскобар (1417—1485), 1-го герцога Вильяэрмосы (1475—1485) и графа Рибагорсы (1469—1485), и его жены Леонор де Сотомайор-и-Португал.
Фернандо Сансеверино потерял отца, когда ему был всего один год, а еще до семи лет он потерял свою мать, Мариану де Арагон-и-Сотомайор, сестру 2-го герцога Вильяэрмосы.
В 1513 году скончался его дядя Альфонсо де Арагон и Сотомайор (1479—1513), 2-й герцог де Вильяэрмоса (1485—1513), который был не женат и не имел законного потомства. 6-летний Фернандо Сансеверино де Арагон унаследовал титул 3-го герцога де Вильяэрмоса.
В отличие от профранцузских традиций семьи Сансеверино, Фернандо получил испанское образование по-испански. Его испанскими наставниками и учителями были Хуан де Охеда и Хайме Кастельви. Когда ему еще не было десяти лет, в 1516 году он, получив согласие короля Фернандо II Арагонского, женился на Изабель де Виламари-и-Кардона-Бельпуч (1503—1559), графине Капаччо, дочери Берната II Виламари и Изабеллы де Кардона. В Италии он была известна как Изабелла Вильямарино. В браке не было потомства. В 1520 году, в возрасте двенадцати лет он был удостоен звания гранда Испании, когда император Священной Римской империи и король Испании Карлос V наградил 25 испанских дворянских домов по случаю своей коронации в Аахене.
На службе у Карла V он присутствовал на имперской коронации в Болонье в 1530 году и присутствовал при завоевании Туниса в 1535 году. участвовал в битве при Черезоле в 1544 году. По возвращении в Неаполь он участвовал в работе испанского правительства и, большой поклонник театра, построил Колизей в своем неаполитанском дворце, ныне церкви Джезу Нуово. Защитник искусства и науки, он спонсировал Бернардо Тассо и приложил усилия для возрождения медицинской школы Салернитана, предлагая свою поддержку врачу Паоло Гризиньяно, но не поддерживал хороших отношений с вице-королем Неаполя Педро де Толедо.
Из-за своего противодействия установлению испанской инквизиции в Неаполитанском королевстве он попал в опалу и был вынужден в 1551 году отправиться в изгнание в Венецию, откуда попал ко двору короля Франции Генриха II Валуа, который пожаловал ему земли и пенсию в 25 000 экю в год. Ферранте Сансеверино в 1552 году убедил короля Франции организовать морскую атаку на Неаполь совместно с турками-османами. Затем Ферранте отправился в Стамбул, чтобы попытаться убедить султана напасть на Неаполь, но получил лишь туманные обещания. Во время своего пребывания в Турции он предался разврату и потерял всякое уважение в глазах османов. Затем он предпринял последнюю попытку в Тоскане, где вынашивал заговор с целью изгнания испанцев из Неаполитанского королевства, но в этой новой попытке он не преуспел лучше и вернулся во Францию. Его феодальные владения в Италии и Испании были конфискованы, ему был вынесен смертный приговор. Итальянские владения Сансеверино были переданы семье Гонзага.
Он скончался в одиночестве в Авиньоне в возрасте 61 года.

## Вынужденное изменение престолонаследия и его последствия
Лишенный своих титулов в 1557 году за измену испанский короне. В 1558 году испанские владения Ферранте унаследовал Мартин де Гурреа-и-Арагон (1525—1581), ставший 4-м герцогом де Вильяэрмоса, женившийся в 1541 году на Луизе де Борха-и-Арагон (1520—1560), сестре Сан-Франциско де Борха и дочери 3-го герцога де Гандия и Хуаны де Арагон-и-Гурреа (+ 1520). Последняя была дочерью Алонсо де Арагона (1470—1520), вице-король Арагона, внебрачного сына короля Арагона Фернандо II, и Аны де Гурреа, виконтессы де Эвол (1470—1527).